# Skagen
 For alternative betydninger, se Skagen (flertydig). (Se også artikler, som begynder med Skagen)
Skagen ligger i Vendsyssel og er Danmarks nordligste by. Byen har 7.394 indbyggere  (2025) og er beliggende i Frederikshavn Kommune under Region Nordjylland. Den er desuden bycentrum i Skagen Sogn. I dette nordligste område af Jylland kan man bl.a. se Den tilsandede kirke og besøge Grenen, der skiller Skagerrak fra Kattegat.
Skagen er en udpræget turistby, der først og fremmest er kendt for sin særprægede natur og for sine Skagensmalere. Sidstnævnte var en gruppe danske kunstmalere, P. S. Krøyer, Anna Ancher og Michael Ancher – der fandt områdets naturlige lys så specielt og spændende, at de bosatte sig på Jyllands nordspids og skabte en række mesterværker indenfor malerkunst. Disse kan i dag ses på Skagens Museum.
Skagen er ligeledes kendt for sin fiskerihavn og for Skagen Festivalen der blev opstartet i 1971.
Farven på husene er speciel – skagengul – og karakteristisk er de hvide kanter på tagstenene.

## Navn
Skagen bliver nævnt første gang så tidligt som i det 1. århundrede e.Kr. af Plinius den ældre:
Promunturium Cimbrorum excurrens in maria longe paeninsulam efficit quae Tastris appellatur (Naturalis Historia, Bog IV, 97), hvilket på dansk oversættes til Kimbrernes halvø strækker sig langt ud i havene og danner en odde, der kaldes Tastris.
Det er den eneste gang, navnet Tastris nævnes, mens navnet Skagen, der betyder spids odde, optræder første gang som Skaffuen i 1284. Skagen var derfor oprindelig navnet på hele den odde, Skagens Odde, der udgør spidsen af Vendsyssel. En person fra Skagen kaldes en skagbo (ses også stavet "skawbo" i henhold til dialekten i området).

## Historie
Oprindelsen til Skagen — eller Scaven, i ældre tid skrevet Skafuen, Skauffen m. m.; navnet kommer af "Skage", det vil sige et næs eller en landstrimmel, der løber ud i havet, jævnfør Vendsyssels gamle navn "Vendilskage", omtales i et af selvejerbønder i Vendsyssel udstedt dokument fra 1355, trykt i Suhms Danmarks Historie XIII s. 828, hvori der berettes, "at en fordums Konge paa Jagten gæstede hos en Bonde ved Navn Thorkel Skarpæ, der da boede i Oorn (ɔ: Byen Vogn), og paa hans Bøn overdrog samme Thorkel hele Skagen tilliggende Mark til Græsning for hans vilde Stod. Hyrden for de vilde Heste ved Navn Throndr fandt først paa at fiske ved Skagen og byggede det første Hus paa Skagens Mark paa samme Thorkels Vegne. Og siden efterhaanden havde mange flere bygget der paa foreskrevne Thorkels Vegne. Desuden ved vi forvist og vidne i Sandhed, at fra den Strøm østen for Hosyo og Reten og lige til det yderste Skaugheret har fra gammel Tid været Kongens Strandbred, kaldet Kunghsforstrand, og erkendes for at være det endnu, ligesom at Forstranden aldrig har været bebygget af nogen, førend Jylland for faa Aar siden blev ødelagt og undertrykt ved Herrernes Krig". Hvilken konge der hentydes til, er uvist; Suhm gætter på Erik Klipping, men det må sikkert være en langt tidligere konge.

### Middelalderen
I 1299 tilbød Erik Menved, for at tilfredsstille Esger Juul, at afhænde en del af krongodset, deriblandt 1/6 af Skagen. Sine første købstadsprivilegier fik byen af Erik af Pommern den 22. januar 1413, og de blev senere stadfæstede blandt andet i 1442, 1451, 1545, 1560, 1598 og 1648. I 1507 udstedte kong Hans en stadsret for Skagen, i 1519 gav Christian II den fri birk og birkeret. Lige som andre købstæder havde Skagen såvel borgmestre og råd som byfoged, i 1580 fik den tillige en byskriver, og endnu ifølge forordningen af 28. januar 1682 var Skagen en af de byer, som beholdt 1 borgmester og 2 rådmænd, mens øvrigheden i andre nørrejydske købstæder, som Hjørring, Thisted og Nykøbing, indskrænkedes til en byfoged.
Skagens kirke var byens gamle sognekirke, indviet til Sankt Laurentius, og efter et lidet sandsynligt sagn bygget af skotter og hollændere, som fordum fiskede under kysten. Det var en anselig kirke, "den længste i Vendsyssel", opført i gotisk stil af mursten, med overhvælvet skib og kor ud i eet, tårn mod vest, våbenhus mod syd og sakristi mod nord. Sankt Laurentii Kirke blev 1459 "med tilliggende Kapeller" henlagt til Aalborg Helligaands Hospital, mod at dette "skulde forse Kirke og Kapeller med en saadan Præst og Kapellan, som dem kan forestaa", og indtil 1677 hørte Kaldet til Aalborg Hospital. Ved kirken fandtes tidligere en Sankt Laurentii Kilde, som ansås for hellig.
Desuden fandtes der, som nævnt, et par kapeller, nemlig et i Højen, af bindingsværk og stråtækt, og et, som oprindelig skal have stået i Østerby men i det 17. århundrede flyttedes til Vesterby; det var af bindingsværk, 17 fag langt og med et fritstående klokketårn.
I 1517 fik Hans Tysk i Skagen kongelig bevilling til at måtte bygge et hus og et kapel nord for Skagen og deri indtage syge mennesker. Dette til Sankt Jakob indviede kapel, som Frederik I i 1523 skødede til biskop Stygge Krumpen, har næppe været identisk med noget af de to andre kapeller, men man ved ellers intet om det.
Fra den tidligste tid har det været fiskeriet, der var Skagens hovednæringsvej, og den drev handel, særlig med saltet fisk, på havnene i de danske farvande, navnlig Varberg, og på tyske havne som Lübeck og Rostock. Lige som senere var det tuskhandel, der dreves. Agerdyrkning og kvægavl have vel tidligere også haft nogen betydning, thi de marker, der omtales i ovennævnte dokument af 1355, fandtes endnu op i nyere tid men er senere næsten helt ødelagte af sandflugt. Sandflugt og klitdannelse have vel fundet sted i Landet langt tilbage, men det er dog først fra det 16. århundrede, at sandflugten optræder som en virkelig landeplage efter ødelæggelsen af skovene, som hidtil havde sat den grænser, og den deraf følgende oprykning af klitplanter, da brændslet fra skovene var sluppet op. Det er også i det 16. århundrede, at man på Skagen hører om sandets erobring af Jorderne efter, at skovene lige op til Råbjerg var huggede, og 1593 fortælles, at sandet var trængt ind over de dyrkede marker og havde lagt sig om gårdene. Dertil kom store stormfloder, således i 1592 og 1593. Sidstnævnte år forsvandt 14 gårde og huse.
Også i senere tid fortsatte sandflugten sine ødelæggelser, indtil den nåede sit højdepunkt 1775, da sandet på Store Bededag "med en heftig og forfærdelig Storm af N. Ø. trængte ind paa og forbi Kirken, som hidtil havde været fri, ja ødelagde den Del af Byens Markjord, som laa der omkring og i Nærheden", hvorved præsten mistede både ager og eng. Ødelæggelserne vedblev, om end i mindre målestok, indtil man i nyere tid til dels har dæmpet sandet ved plantning af klittag og marehalm. Havet har også i det 19. århundrede gjort megen skade, navnlig ved Højen, hvor det stadig tager bort af landet; således indtraf der stormflod 14. februar og 27. november 1825 og atter den 14. februar 1868.

### Renæssancen
I midten af 1500-tallet og 300 år frem blev området ramt af forskellige katastrofale hændelser. Klimaet blev koldere og området blev ramt af kraftige storme og stormfloder. Fiskeriet svigtede og sandflugten tog til.
Når temperaturen falder, opbygges isen i de norske og svenske fjeldegne, hvilket fik vandstanden til at falde og strandbredden øges, hvilket eksponerer mere sand, som vinden kunne blæse rundt i landskabet. Bevoksningen forsvandt stort set ved skovhugst til brændsel, fyrtårnene, huse, både og krigsførelse og den sarte vegetation blev yderligere ødelagt af husdyr som fik lov at gå i klitterne og æde den sparsomme vækst og trampe rodnettet i stykker. Landbrugsjorden blev tilsandet og byen blev fattigere og fattigere.
Skagen har haft en latinskole, der oprettedes ved midten af det 16. århundrede efter tilskyndelse af biskop Oluf Chrysostomus, og som blev nedlagt i 1740.
I 1556 omtales, at der indførtes en mængde øl til Skagen, og 1557 siges, at det særlig var smør, skagboerne hentede i Varberg, og de vågede nøje over deres købstadsrettigheder, således da der ved midten af det 16. århundrede oprettedes et fiskerleje "Tornby" eller "Thorneleje"  nær ved Skagen (vel i Skagsogn eller Råbjerg), hvilket de ved at klage til kongen fik nedlagt, lige som de også i 1580 søgte at få den da nyligt anlagte by Aalbæk nedlagt.
En ikke ubetydelig indtægtskilde for Skagen var i tidligere tid strandingerne, lige som de bragte den en del vragtømmer til bygningsbrug. Endnu i anden halvdel af det 19. århundrede antoges bjergelønnen i Skagens jurisdiktion i gennemsnit at være 9.000 rigsdaler årligt, men den nyeste tids mange udmærkede foranstaltninger for at forebygge strandinger have bevirket, at disse siden har hørt til sjældenhederne.
Skagens Fyr tillige med Anholt Fyr og Kullens Fyr indrettedes i Frederik II’s tid efter opfordring af de fremmede skippere, som passerede de danske farvande, og som til gengæld forpligtede sig til at betale "Fyrgelt" sammen med Øresundstolden eller Bælttolden. Kongens brev herom udgik den 8. juli 1560 og næste år gentoges befalingen med tilføjelse, at "Fyrlamperne" skulle være så vide som en tønde og hænges 20 alen højt i et tømmerværk, der skulle bygges som en "Papegøje" (vistnok et skråt stillet spryd, der var fæstet til masten ved en strop, og til hvilket papegøjesejlet var anbragt). Skagens "Fyrlampe" tændtes først med brænde, som, da skovene i Vendsyssel ikke indeholdt tilstrækkeligt eller krævede for vanskelig transport, hentedes til søs fra Limfjordsegnene og Norge. Man gik dog hurtig over til at bruge tran, hvormed man belyste farvandet fra toppen af et tårn. Tårnet blev skyllet bort i 1584 under et uvejr, men opførtes på ny og bestod 1606, da man indførte belysning med 6 (fra 1610 8) store talglys, af en åben fod af tømmer, oven på hvilken fandtes et rum med senge til "Blusserne" (fyrpasserne), og oven på dette atter et rum med vinduer til alle sider, i hvilket lysene brændte. Fyret kaldtes nu en "Lygte." 1626—27 blev overdelen af tårnet omdannet til stenkulsfyring, men kort efter er det vist nedbrændt, thi næste år blev det første danske vippefyr til stenkulsblus opstillet på Skagen af daværende borger i Helsingør, senere tolder på Skagen og fyringsforvalter i Danmark Jens Pedersen (Grove). Vippefyrene kaldtes "Fyringer", og Skagens vippefyr bestod efter Olavius’ beretning, indtil det i 1745 atter afløstes af et tårnfyr, "af et meget højt og tykt Træ, der lignede en Møllestub og var omgivet af Stivere; oven paa Stubben stod en stor Jærngaffel, som var til at dreje omkring paa Stubben, paa det at Fyrpanden altid kunde komme til at hænge paa Vindsiden. Vippestangen, saa svær som et Mastetræ, gik ned i Gaffelen, og ved den ene Ende af Vippestangen hængte Panden; i denne, som var til at hidse op og ned med en Tallie, gik omtr. 6 Skæpper Stenkul paa Gangen". Vippefyret stod på Fyrbakken, men da denne var bleven undergravet af havet, opførtes i 1745 noget nordligere det omtalte tårn, der først kun var 54 fod højt og et pandefyr; senere blev det forvandlet til et lampefyr.

### Under enevælden
Ved sandstormen i 1775 lagde sandet sig helt op for kirkedøren af Sankt Laurentii Kirke, og i de næste år kunne adgangen kun holdes fri ved jævnlig brug af spaden. Endelig blev den ved sognepræsten Laulunds og byfoged Petersens bestræbelser og ved reskript af 5. juni 1795 på grund af sandflugt og brøstfældighed nedlagt, solgt og nedbrudt på det massive tårn nær, der overlodes til fyrvæsenet, som vedligeholdt det som sømærke; det har trappegavle og krydshvælving med stjerneribber. I indermuren fører en vindeltrappe op over hvælvingerne. Materialer fra kirken har kunnet påvises i flere af Skagens bygninger. Kapellerne i Vesterby og Højen omtales 1787 hos Olavius som "saa forfaldne og brøstfældige, at Folk under Tjenesten næppe uden Helbreds Tab kunne være derinde, og er intet vissere, end at de inden kort Tid falde ned". Kapellet i Vesterby blev dog, rigtignok noget udbedret, benyttet af sognefolket indtil 1841, da en nye kirke var blevet opført, omtrent på kapellets plads. Kapellet i Højen blev nedrevet 1839, men kirkegården forblev i brug.
Et moderne redningsvæsen med dets stationer med synkefri både og raketapparater blev påbegyndt omkring midten af det 19. århundrede, særlig efter tilskyndelse af Claudi, og redningsvæsenet organiseredes ved lov af 26. august 1852; der fandtes omkring århundredeskiftet i alt omtrent 60 stationer, som var underlagte bestyreren for det nørrejydske redningsvæsen.
I 1781 var der kun 650 beboere tilbage i Skagen

### Den tidlige industrialisering
Skagens befolkning var stigende i slutningen af 1800-tallet og begyndelsen af 1900-tallet: 1.400 i 1850, 1.451 i 1855, 1.532 i 1860, 1.615 i 1870, 1.954 i 1880, 2.323 i 1890, 2.438 i 1901, 2.936 i 1906 og 3.137 i 1911.
Efter næringsveje fordeltes folkemængden 1890 i følgende grupper, omfattende både forsørgere og forsørgede: 147 levede af immateriel virksomhed, 289 af industri, 110 af handel, 44 af skibsfart, 1.296 af fiskeri, 130 af jordbrug, 7 af gartneri, 227 af forskellig daglejervirksomhed, 43 af deres midler, 29 nød almisse, og 1 var i fængsel. Ifølge en opgørelse i 1906 var indbyggertallet 2.936, heraf ernærede 142 sig ved immateriel virksomhed, 153 ved landbrug, skovbrug og mejeridrift, 1.221 ved fiskeri, 815 ved håndværk og industri, 275 ved handel med mere, 188 ved samfærdsel, 79 var aftægtsfolk, 51 levede af offentlig understøttelse og 12 af anden eller uangiven virksomhed. Håndværk stod på samme trin som ude på landet, megen handel kunne der ikke være tale om, da byen næsten helt manglede opland. Derimod var Skagen landets næststørste fiskeriby (efter Esbjerg). Det var navnlig rødspætter samt kuller og torsk, der blev fisket. En stor del blev udført som saltet fisk, men der blev også solgt en mængde fersk fisk, blandt andet til svenske både, især fra Gøteborg. Efter Fiskeriberetningen fiskedes der i 1897 171.500 snese rødspætter og 182.200 pund kuller og torsk, og den hele fangst havde en værdi af omkring 277.000 kr. Den årlige indtægt af fiskeriet sattes i gennemsnit til 490.000 kr. Prisen på fisk steg meget, især efter Skagensbanens åbning. År 1899 opgaves fiskernes antal i Skagen til 420, i Højen til 56; i Skagen var der 156 fiskerbåde, hvoraf 16 store og 140 joller; i Højen var der 23, hvoraf 8 store og 15 joller. Byen havde ingen havn, bådene blev trukket op på land. Der havde dog flere gange været tale om at anlægge en havn, blandt andet da det var under overvejelse at tilvejebringe en nød- og tilflugtshavn i det nordlige Kattegat.
Fiskeriet fik en kraftig fremgang med anlæggelse af havnen i 1907, bådene blev større og større og fik efterhånden motorer til både spil og fremdrift.
Skagens isolerede placering, naturens skønhed og den karakteristiske befolkning tiltrak kunstnere, især malere som på dette tidspunkt brød med Kunstakademiets holdning og søgte friluftsmaleriet som de fandt motiver til i Skagen. Der dannede sig en koloni af kunstnere som igen tiltrak nysgerrige turister, hvilket gjorde Skagen til en af de mest fashionable turistdestinationer i Danmark.

### Mellemkrigstiden
Gennem mellemkrigstiden var Skagens indbyggertal voksende: i 1916 3.212, i 1921 3.854, i 1925 3.943, i 1930 4.048, i 1935 4.590, i 1940 5.358 indbyggere. Højen (Gammel Skagen) udgjorde en eksklave til købstaden.
| År                  | 1916  | 1921  | 1925  | 1930  | 1935  | 1940  |
| ------------------- | ----- | ----- | ----- | ----- | ----- | ----- |
| Skagen (uden Højen) | 3.019 | 3.658 | 3.747 | 3.862 | 4.427 | 5.127 |
| Højen               | 193   | 196   | 196   | 186   | 163   | 231   |
| Skagen med Højen    | 3.212 | 3.854 | 3.943 | 4.048 | 4.590 | 5.358 |

Ved folketællingen i 1930 havde Skagen 4.048 indbyggere, heraf ernærede 145 sig ved immateriel virksomhed, 944 ved håndværk og industri, 533 ved handel mm, 339 ved samfærdsel, 1.232 ved landbrug, skovbrug og fiskeri, 412 ved husgerning, 392 var ude af erhverv og 51 havde ikke oplyst indkomstkilde.

### 1940 - 1945
En tysk motorcykelpatrulje kom den 9. april 1940 om eftermiddagen til Skagen, men den egentlige invasion skete kl. 22.30 om aftenen.
Skagen var et vigtigt strategisk punkt under 2. verdenskrig. Tyskerne opførte cirka 300 bunkere i og omkring Skagen som forsvar mod indtrængen fra vandsiden. Men på grund af tilsanding er mange af bunkerne med tiden forsvundet. 

### Efterkrigstiden
Efter 2. verdenskrig fortsatte Skagen sin befolkningsvækst. I 1945 boede der 6.446 indbyggere i købstaden, i 1950 8.020 indbyggere, i 1955 9.225 indbyggere, i 1960 10.390 indbyggere og i 1965 11.472 indbyggere.

## Natur
Der er for få eller ingen kildehenvisninger i denne artikel, hvilket er et problem. Du kan hjælpe ved at angive troværdige kilder til de påstande, som fremføres i artiklen.

Skagen er det sted i Danmark, hvor der er set flest arter af fugle.
Skagens liste tæller næsten 400 ud af ca. 500 fuglearter set i Danmark. Hvert år ses ca. 280-285 arter i Skagen, et antal der ikke ses andre steder i landet, og måske kun nås ét andet sted i Europa: Ved Ottenby i Sverige.
Skagen-området med Grenen i spidsen besøges året rundt af hundredvis af ornitologer (birdere) fra hele Danmark, især i april-maj og starten af juni, samt i langt mindre grad om efteråret i august-november. Dertil kommer især birdere fra Sverige, Norge og Tyskland.
Andre velbesøgte steder for birdere i Skagen er Ellekrattet ved Grenens p-plads, Nordstrand ved Batterivej, Skagen Havn, Flagbakken sydvest for byen samt hestemarker og krat ved Fyrvej, Bøjlevejen, Batterivej og Buttervej.
Hver dag året rundt følger Grenen Fuglestation som det eneste sted i Danmark fugletrækket fra Verdens Ende, der er Grenens højeste klit. Den finder du nær den sydlige kyst midt mellem p-pladsen og spidsen.
Udover fugle er hele fire arter sæler og et utal af hvalarter set ved Skagen. Således gav Grenen Fuglestations daglige tællinger i 2021 hele 14 fund og i 2022 hele 7 fund af spækhugger
Naturen ved Skagen tiltrækker hvert år mange besøgende, og i juni 2015 blev et vidtstrakt stisystem med over 20 km vandrestier indviet på Grenen. Der er fire forskellige stier på forskellige distancer fra 3 til 10 km.

## Infrastruktur og transport
Den eneste vej til Skagen er primærrute 40, der er landets nordligste landevej.
Skagen Station ligger midt i byen og er endestation for Skagensbanen mellem Skagen og Frederikshavn. Den vestlige del af Skagen betjenes desuden af Frederikshavnsvej Trinbræt.
Nærmeste flyveplads er Sindal Lufthavn som dog kun betjenes af små lette fly og privatflyvninger. Fra Aalborg Lufthavn er der bl.a. omkring 30 daglige (2019) flyforbindelser til København 

## Erhverv
Skagen Havn anløbes årligt af cirka 1000 fiskefartøjer og 550 handelsskibe samt et voksende antal krydstogsanløb. Blandt byens største erhvervsvirksomheder er FF Skagen og Karstensens Skibsværft A/S. Sidstnævnte der har eksisteret siden 1917, og er et af de få danske værfter, der bygger nybygninger. Karstensens Skibsværft beskæftigede i 2008 ca. 200 medarbejdere og ca. 300 udlejningsfolk.
I 2018 satte havnen første gang rekord med 40 anløb fra krydstogtskibe. Rekorden er slået flere gange i de efterfølgende år med vækst i krydstogtsturismen i Skagen.[kilde mangler]
Havnen er den senere tid udvidet i 3 etaper. Etape 1 blev udført i perioden 2006 – 2007. Udvidelsen førte til en landudvidelse på 110.000 m². Etape 2 blev udført i perioden august 2013 – forsommeren 2015. Havneudvidelsen resulterede i en bredere indsejling på +250 meter, forøgelse af vanddybden til minimum 11 meter ved kaj, 600 meter ny kaj og skabelsen af et nyt kajbassin. Etape 3 blev udført 2020-2021. 190.000 m² nyt land – her af 155.000 m² til udlejning. 1050 meter ny kaj.
I dag kommer 50% af byens indkomst fra fiskeri og 25% fra turisme.[kilde mangler]

### Turisme
Turisme har siden anden halvdel af 1800-tallet præget Skagen og er i dag en ganske væsentlig indtægtskilde for byen. Turismeindsatsen varetages af turismeorganisationen Toppen af Danmark, der også omfatter store dele af det øvrige Vendsyssel. Brøndums Hotel daterer sig tilbage til 1858, hvor det begyndte som gæstgæveri. Også Ruths Hotel har mere end 100 år på bagen. 
Skagen er eftertragtet som feriested særligt for velstående familier, der er kommet i byen i generationer. Mange helårshuse er opkøbt til feriehuse. Fredninger af områderne rundt om byen har begrænset væksten af sommerhusområder. Skagen har mere end 1,4 millioner turistovernatninger årligt, hvoraf mange også er fra særligt Norge, Sverige og Tyskland. Særligt populær er Skagen i uge 29, den såkaldte "Hellerup-uge", der har sit navn efter Hellerup nord for København, hvor mange af gæsterne kommer fra.
Samlet genererede turismen i Skagen sammen med nabobyerne Sæby og Frederikshavn i 2018 en omsætning på over to milliarder kroner og 2.500 arbejdspladser.
Særligt for handelslivet er turismen central. Her gælder det, 80 procent af forretningerne relaterer sig til turisme. 
Kystmuseet Skagen rummer en permanent udstilling, "Drømmen om Skagen", der formidler historien om Skagens turismeudvikling fra 1800-tallet til i dag.

## Uddannelse
Skagen har én folkeskole, den sammenlagte Hedeboskolen og Ankermedets Skole har fået navnet Skagen Skole. Tidligere fandtes også Kappelborg Skolen, men denne blev nedlagt i 2005 og er nu i stedet et kulturhus. Herudover har byen også en privatskole, Brovandeskolen.
Efteruddannelsesmulighederne i byen er små, da den kun tilbyder skipperuddannelsen på Skagen Skipperskole nu Martec.

## Kultur
I Skagen findes Danmarks næsthøjeste fyrtårn, Skagen Fyr eller Det grå fyr, hvorfra der er en god udsigt over omegnen.[kilde mangler]
Grenen besøges hvert år af 2 millioner gæster.[kilde mangler] På vej ud til Grenen findes tre fyrtårne langs med Kattegat – Vippefyret (1627), Det Hvide Fyr (1747) og Skagen Grå Fyr (1858). Det var vigtigt at et fyrtårn var placeret så langt ude på Grenen så muligt på grund af Skagens Rev, som er et underjordisk sandrev, der fortsætter ud fra Grenen, og som skifter retning alt efter vind og strømforhold. Grenen var derfor er farligt sted for skibe at passere, og et fyrtårn var således et vigtigt redskab for at undgå at støde ind i revet. Det var nødvendigt at opføre et nyt fyrtårn ca. hvert hundrede år, fordi der til stadighed aflejres sand og grus langs vestkysten som gør, at Grenen fortsat vokser mod nordøst. Ved at se på placeringen af de tre fyr, kan man således se, hvor spidsen af Grenen var placeret dengang, fyrtårnet blev bygget. Fyrtårnene blev nemlig altid bygget så langt ude på spidsen af Grenen så muligt. Fyrtårne blev ligeledes bygget med den samme afstand til Kattegat og Skagerrak. I dag er de tre fyrtårne dog langt tættere på Kattegat end på Skagerrak. Dette skyldes den kontinuerlige aflejring af sand på vestkysten samt, at Kattegat eroderer på østkysten.[kilde mangler]

### Skagen Grå Fyr
Skagen Fyr (i Skagen kaldet "Det Grå Fyr" er genåbnet 12 maj 2017 som internationalt fugleoplevelsescenter kaldet Skagen Grå Fyr - Center for Trækfugle.. I forbindelse med Centeret for Trækfugle driver Dansk Ornitologisk Forening ved navn Skagen Fuglestation.
Forud for genåbningen er selve fyret og fyrmesterboligen blevet gennemrenoveret af RealDania By og Byg og ført tilbage til det oprindelige udtryk.
Skagen Grå Fyr blev indviet og tændt første gang den 1. november 1858 en halv time efter solnedgang.
Det tog fire år og kostede 200.000 rigsdalere at bygge Skagen Grå Fyr, og bygmesteren var N.S. Nebelong.
Fyret blev bygget midt på Skagen Odde således at der var lige langt til begge tilstødende farvande - Skagerrak og Kattegat.
Tårnet har en højde på 46 meter og det er således Danmarks næsthøjeste fyr.
Opstigningen til toppen af tårnet foregår via den murede vindeltrappe, der snor sig som en hul cylinder og består af 210 trin.
Fra toppen af fyret er der 360 graders udsigt over hele Grenen.

### Kirker
Skagen Kirke er tegnet af C.F. Hansen og siden ombygget af Ulrik Plesner i samarbejde med Thorvald Bindesbøll.
Sankt Laurentii Kirke (Den tilsandende Kirke) ligger ca. fire kilometer sydvest for det der i dag er centrum i Skagen.

### Skagensmalerne
Martinus Rørbye var blandt de første malere der besøgte og malede Skagen. Hans Strandscene fra Gammel Skagen med et optrækkende uvejr er dateret 1834. Flere af hans andre Skagensmalerier stammer fra slutningen af 1840'erne således Et skib på Skagens strand, Stranden ved Skagen Vesterby og Mænd af Skagen en sommeraften i godt vejr.

### Museer
Skagens Museum opstod i 1908, i første omgang uden fast udstillingssted, men har siden 1928 haft til hjemme i en dertil opført bygning på Brøndumsvej i Skagen.. Museet rummer nogle af skagensmalernes mest ikoniske værker. I 2014 fusionerede museet med Anchers Hus og Drachmanns Hus til en ny organisation Skagens Kunstmuseer, der i dag driver disse tre besøgssteder
Anchers Hus, tidligere Michael og Anna Anchers Hus, var kunstnerparret Anna og Michael Anchers hjem på Markvej 2 i Skagen. De købte huset den 18. februar 1884, efter datteren Helga blev født året inden i 1883. Familien boede i den lave længe, der ligger ud mod vejen, i næsten 30 år, inden huset i 1911-13 blev udvidet med en atelierbygning mod nord tegnet af arkitekten Ulrik Plesner. Atelierbygningen ligger parallelt med det oprindelige hus og er forbundet med dette ved en mellembygning med en lang spisestue og trappe op til første sal. Denne del af Plesners tilbygning rummer Michael Anchers atelier samt forbindelse til Anna Anchers atelier, der er indrettet med ovenlys. Mod øst er en køkkenafdeling med spisekammer, køkken, bryggers, oplagsrum og badeværelse. På første sal er blandt andet et soveværelse med udgang til altan, Helgas værelse, et pigekammer samt en trappe ned til bryggerset. Selve tilbygningen er forbundet med den ældre, lavere længe ved en gang med ovenlys. Den gamle længe blev restaureret i 1924-25.
Efter Michael Anchers død i 1927 og Anna Anchers i 1935 senere overtog Helga Ancher huset. Helga flyttede efter Anna Anchers død ud, og huset stod siden ubeboet. Helga ejede huset indtil sin død i 1964, hvorefter det overgik til Helga Anchers Fond. Efter hendes ønske er Anchers Hus bevaret som kunstnerhjem med familiens originale møbler og interiør samt en større samling kunstværker af både familien selv og andre af tidens kunstnere, der står, som da Anna og Michael Ancher levede der.
Hjemmet har været åben for offentligheden som museum siden 1967, og fusionerede i 2014 med Skagens Museum og Drachmanns Hus til Skagens Kunstmuseer.
Drachmanns Hus var forfatteren Holger Drachmanns sidste bolig før sin død i 1908. Åbnede som museum i 1911 og lægger bl.a. hus til hans personlige ejendele og kunstsamling. Åbent for publikum fra april til oktober.
Derudover findes Skagen Bamsemuseum og Skagen Odde Naturcenter.
Skagen er et af Europas bedste fugletræksteder. I maj 2017 åbnede et nyt internationalt fugleoplevelsescenter i Skagen Grå Fyr.
I dette nye oplevelsescenter kan publikum tage på en virtuel oplevelsesrejse og følge de mange trækfugle, der hvert år gæster Skagen og Grenen-området. Der er året rundt skiftende nye forskellige udstillinger og de besøgende kan følge det daglige arbejde med bl.a. ringmærkning i Skagen Fuglestation. Der er desuden café og adgang til toppen af det gamle fyrtårn.

### Sport
Skagens fodboldklub, Skagen Idrætsklub, står bag den største overraskelse i dansk fodbold, da de slog Brøndby IF ud af Landspokalturneringen 1986-87, efter straffesparkskonkurrence. Skagen har også en håndboldklub, tennisklub og Orienteringsklub, foruden at være en del af eliteoverbygningen Vendsyssel Elite Badminton gennem klubben Skagen Badmintonklub.

## Kendte personer
- Anna Ancher, skagensmaler
- Mariann Gajhede Knudsen, fodboldspiller
- Sanne Munk Jensen, forfatter
- Kamilla Rytter Juhl, badmintonspiller
- Marianne Mortensen, skuespiller
- David Nielsen, fodboldspiller
- Eddie Thomas Petersen, instruktør og forfatter
- Jacob Brønnum Scavenius, godsejer
- Hanne Marie Svendsen, forfatter
- Nicolaj Thomsen, fodboldspiller

## Venskabsbyer
- Qingdao, Kina
- Seinäjoki, Finland
- Sisimiut, Grønland
- Chendering, Malaysia
- Farsund, Norge
- Kristinehamn, Sverige

## Galleri
- Udsigten over Grenen set fra Skagen Fyr (Det Grå Fyr)
- Den tilsandede kirke
- Østerby ved krydset Daphnesvej/Sct. Laurentiivej
- Michael og Anna Anchers Hus på Markvej
- Vippefyret på Fyrbakken, 2006
- Udsigt over Skagen set fra syd, 2016
- Solnedgang over Skagen i juli 2016